# توره دی ناو
توره دی ناو (به لاتین: Torrone di Nav) یک کوه در سوئیس است که در کانتون تیچینو واقع شده‌است. توره دی ناو ۲٬۸۳۲ متر بالاتر از سطح دریا واقع شده‌است.